# شعبده‌باز (مجموعه تلویزیونی)
شعبده‌باز (انگلیسی: The Magician) نام یک مجموعه تلویزیونی آمریکایی است که از سال ۱۹۷۳ تا ۱۹۷۴ میلادی از شبکهٔ ان‌بی‌سی پخش شد. دی‌وی‌دی کامل این سریال در سال ۲۰۱۷ منتشر شد.
شخصیت اصلی این مجموعه، یک تردستِ قهار به نام «آنتونی بلیک» است که به «تونی بلیک» مشهور است و نقشش را بیل بیکسبی بازی می‌کند.
این مجموعه تلویزیونی، در سال ۱۳۵۲ خورشیدی، با دوبلهٔ فارسی از تلویزیون ملی ایران پخش شد.